# Cyfrowe obywatelstwo
Cyfrowe obywatelstwo – związek łączący użytkowników i twórców świata cyfrowego oraz wynikająca z niego postawa świadomego i odpowiedzialnego tworzenia i używania nowych technologii z korzyścią dla siebie i społeczeństwa (definicja sformułowana w Fundacji Instytut Cyfrowego Obywatelstwa). Inne źródła określają cyfrowe obywatelstwo jako odpowiedzialne i pełne szacunku korzystanie z technologii w celu uczestniczenia w życiu online, znajdowania wiarygodnych źródeł oraz ochrony i promowania praw człowieka.

## Opis
Definicje cyfrowego obywatelstwa wskazują, że do zdrowego funkcjonowania we współczesnym świecie człowiek jako cyfrowy obywatel potrzebuje:
- wiedzieć jaki wpływ na ludzi wywierają nowe technologie,
- znać dotyczące ich prawa i obowiązki,
- posiadać umiejętności pozwalające na zachowanie higieny cyfrowej, czyli używanie urządzeń ekranowych w sposób sprzyjający zdrowiu.

Dla firm i innych podmiotów tworzących nowe technologie lub wykorzystujących je w swojej działalności oznacza to obowiązek odpowiedzialnego i etycznego kształtowania przestrzeni wirtualnej.
W Polsce „Polityka Cyfrowej Transformacji Edukacji” przyjęta Uchwałą nr 98 Rady Ministrów w dn. 12 września 2024 r. wymienia cyfrowe obywatelstwo jako jeden z głównych elementów oferty, jaka powinna być kierowana do nauczycieli w zakresie wykorzystywania narzędzi cyfrowych.

## Edukacja
Od lat 20. XXI wieku coraz więcej placówek oświatowych oraz instytucji działających na rzecz edukacji, wprowadza temat cyfrowego obywatelstwa do realizowanych projektów.
W Polsce są to m.in.:
- Fundacja Instytut Cyfrowego Obywatelstwa – misja fundacji oparta jest na pojęciu higieny cyfrowej[9] i cyfrowego obywatelstwa; organizacja prowadzi szkolenia dla szkół, opracowuje raporty z badań[1]
- Fundacja Szkoła z Klasą. W 2024, w ramach programu Asy Internetu (Be Internet Awesome) ukazał się podręcznik dla szkół ponadpodstawowych pt. „Postaw na cyfrowe obywatelstwo”[10]
- Fundacja Rozwoju  Systemu Edukacji - fundacja promuje temat cyfrowego obywatelstwa np. w programach eTwinning[11]